# Pterygiopsis cava
Pterygiopsis cava är en lavart som beskrevs av M. Schultz. Pterygiopsis cava ingår i släktet Pterygiopsis och familjen Lichinaceae.   Inga underarter finns listade i Catalogue of Life.